# Миколаївські вільні верфі
Миколаївські вільні верфі — ряд верфей, що існували в Миколаєві протягом XIX століття коштом державних замовлень на будування військових кораблів і суден з підряду в місцевих купців.

## Верф Перовського
Утворена у 1826 році віцеадміралом, командиром Чорноморського флоту та військовим губернатором Миколаєва і Севастополя О. С. Грейгом коштом Олексія Олексійовича Перовського. Намагаючись залучити приватний капітал для відбудови російського флоту після його занепаду, Грейг надав можливість деяким купцям, зокрема Перовському, можливість будувати військові кораблі з підряду.
Згодом за проєктом архітектора Л. А. Опацького Перовський розпочав будівництво будівлі креслярів, двох елінгів для закладки великих суден, кораблів і фрегатів та інших будівель. У 1828 році будівництво було завершено: було побудовано два корабельних елінги і пристань.
Протягом 1828—1829 років у Спаському адміралтействі побудували 84-гарматний корабель «Анапа», у 1829—1831 роках такий самий корабель «Імператриця Катерина II». У ці ж роки зі стапелів Спаського адміралтейства були спущені великі 60-гарматні фрегати «Варна» і «Бургас». Певний час верф О. О. Перовського була приватним підприємством, але після побудови суден, близько 1833 року Спаська верф була викуплена в казну і згодом була занедбана.
Відновлена за часів правління містом М. П. Лазарєва коштом місцевого купця О. С. Рафаловича, він і сім'я якого стали підрядниками для кылькох лінійних кораблів і фрегатів Чорноморського флоту, а також деяких інших суден, зокрема імператорської яхти «Тигр».
Врешті-решт як суднобудівна верф остаточно занепала після банкрутства приватної пароплавної верфі комерції радника інженера С. Л. Кундишева-Болодіна у 1890-х роках.

## Верф Серебряного
Інша назва — вільна верф. Окрім Спаської верфі О. О. Перовського на березі Бузького лиману, в Миколаєві існувало ще дві верфі — Маркуса Соломоновича Варшавського і Міхеля Соломоновича Серебряного, які будували судна для Чорноморського флоту з підряду. Обидві верфі розташовувалися на лівому березі річки Інгул за головним Миколаївським адміралтейством, вверх за течією.
Першою від адміралтейства була верф М. С. Серебряного, що розташовувалася між адміралтейством і Госпітальним садом. Спочатку верф являла собою один невеличкий елінг для будівництва малих суден. Перший об'єкт, збудований на ній — понтони для Бузької переправи — переправи, що існувала до будівництва Варварівського мосту. Контракт за їх спорудження було укладено з Серебряним у 1818 році. Пізніше тут будували бриги, йоли, транспорти, баркаси й інші судна.
Згодом Серебряний отримав дозвіл на будівництво з підряду кораблів і фрегатів, що потребувало значного розширення. Серебряний спорудив великий корабельний елінг, що розташовувався на правому березі Інгулу.
Після викупу у Серебряного верфі в казну, вона увійшла до складу головного адміралтейства як Серебряний док. Всього, за неповними даними, на верфі Серебряного було збудовано 67 різних суден Чорноморського флоту, починаючи від самих маленьких портових (понтонів) до 84-гарматних вітрильних лінійних кораблів.

## Верф Варшавського
Вверх за течією Інгулу знаходився так званий «Маркусов еллінг» — приватна верф херсонського купця Маркуса (Міхеля) Соломоновича Варшавського. На ній також будувалися невеличкі судна для Чорноморського флоту, однак їх було збудовано невеличку кількість, оскільки Варшавський здебільшого будував судна з підряду в Херсоні, де в нього була більш продуктивна верф.
На своїй верфі Варшавський у 1826 році побудував транспорт «Буг», а у 1826—1827 роках було збудовано збройні транспорти «Інгулець» і «Редут-Кале». На цій же верфі з підряду побудовано перше на Чорному морі вантажопасажирське парове судно для Одеського порту. Проєкт і креслення пароплава розробляли під керівництвом М. І. Суровцова, а нагляд за його будівництвом було доручено полковникові корпусу корабельних інженерів І. С. Разумову, який вже побудував два військових пароплави.
Згодом М. С. Варшавський, програвши контракт на будівництво кораблів і фрегатів у 1826 році і не витримавши конкуренції з Серебряним та Перовським, закрив справу в Миколаєві та повернувся до Херсона.

## Кораблі, збудовані на вільних верфях
| Назва                   | Ранг, гармат | Спущений на воду | Місце будівництва | Підрядник         | Головний будівник |
| ----------------------- | ------------ | ---------------- | ----------------- | ----------------- | ----------------- |
| Лінійні кораблі         |              |                  |                   |                   |                   |
| Адріанополь             | 84           | 1830             | Вільна верф       | М. С. Серебряний  | М. І. Суровцов    |
| Анапа                   | 84           | 1829             | Спаська верф      | О. Перовський     | М. І. Суровцов    |
| Імператриця Катерина II | 84           | 1831             | Спаська верф      | О. Перовський     | М. І. Суровцов    |
| Пам'ять Євстафія        | 84           | 1830             | Вільна верф       | М. С. Серебряний  | М. І. Суровцов    |
| Гавриїл                 | 84           | 1839             | Спаська верф      | Ш. О. Рафалович   | О. С. Акімов      |
| Уриїл                   | 84           | 1840             | Спаська верф      | Ш. О. Рафалович   | О. С. Акімов      |
| Єгудиїл                 | 84           | 1843             | Спаська верф      | Ш. О. Рафалович   | І. С. Дмитрієв    |
| Париж                   | 120          | 1849             | Спаська верф      | Р. Рафалович      | С. І. Чернявський |
| Великий князь Костянтин | 120          | 1852             | Спаська верф      | Р. Рафалович      | С. І. Чернявський |
| Фрегати                 |              |                  |                   |                   |                   |
| Варна                   | 60           | 1830             | Спаська верф      | О. Перовський     | М. І. Суровцов    |
| Бургас                  | 60           | 1831             | Спаська верф      | О. Перовський     | М. І. Суровцов    |
| Ерівань                 | 60           | 1829             | Вільна верф       | М. С. Серебряний  | М. І. Суровцов    |
| Енос                    | 60           | 1831             | Вільна верф       | М. С. Серебряний  | М. І. Суровцов    |
| Корвети                 |              |                  |                   |                   |                   |
| Яструб                  | 9            | 1860             | Спаська верф      | О. С. Рафалович   | О. С. Акімов      |
| Кречет                  | 9            | 1860             | Спаська верф      | О. С. Рафалович   | О. С. Акімов      |
| Бриги                   |              |                  |                   |                   |                   |
| Орфей                   | 20           | 1821             | Вільна верф       | М. С. Серебряний  | А. І. Меліхов     |
| Ганімед                 | 20           | 1820             | Вільна верф       | М. С. Серебряний  | А. І. Меліхов     |
| Шхуни                   |              |                  |                   |                   |                   |
| Чотирдак                | 2            | 1860             | Спаська верф      | О. С. Рафалович   | О. С. Акімов      |
| Алушта                  | 2            | 1860             | Спаська верф      | О. С. Рафалович   | О. С. Акімов      |
| Катери                  |              |                  |                   |                   |                   |
| Соловей                 | 12           | 1826             | Вільна верф       | М. С. Серебряний  | І. С. Разумов     |
| Ластівка                | 12           | 1826             | Вільна верф       | М. С. Серебряний  | І. С. Разумов     |
| Канонерські лодки       |              |                  |                   |                   |                   |
| 12 одиниць              | 3            | 1821             | Вільна верф       | М. С. Серебряний  | І. С. Разумов     |
| 15 одиниць              | 3            | 1823             | Вільна верф       | М. С. Серебряний  | О. К. Каверзнєв   |
| Йоли                    |              |                  |                   |                   |                   |
| 15 одиниць              |              | 1821             | Вільна верф       | М. С. Серебряний  | І. С. Разумов     |
| Лоції                   |              |                  |                   |                   |                   |
| № 1                     |              | 1827             | Вільна верф       | М. С. Серебряний  | М. І. Суровцов    |
| № 2                     |              | 1827             | Вільна верф       | М. С. Серебряний  | І. С. Разумов     |
| Транспорти              |              |                  |                   |                   |                   |
| Інгулець                | 18           | 1826             | Маркусов еллінг   | М. С. Варшавський | М. І. Суровцов    |
| Приклад                 | 6            | 1824             | Вільна верф       | М. С. Серебряний  | І. С. Разумов     |
| Досвід                  | 7            | 1825             | Вільна верф       | М. С. Серебряний  | І. С. Разумов     |
| Верблюд                 |              | 1825             | Маркусов еллінг   | М. С. Варшавський | М. І. Суровцов    |
| Редут-Кале              | 6            | 1827             | Маркусов еллінг   | М. С. Варшавський | М. І. Суровцов    |
| Сухум-Кале              | 6            | 1827             | Вільна верф       | М. С. Серебряний  | І. С. Разумов     |
| Марія                   | 6            | 1819             | Вільна верф       | М. С. Серебряний  | А. І. Меліхов     |
| Успіх                   | 8            | 1826             | Вільна верф       | М. С. Серебряний  | І. С. Разумов     |
| Чайка                   | 7            | 1825             | Вільна верф       | М. С. Серебряний  | І. С. Разумов     |
| Нирок                   | 4            | 1826             | Вільна верф       | М. С. Серебряний  | І. С. Разумов     |
| Надія                   |              | 1825             | Вільна верф       | М. С. Серебряний  | І. С. Разумов     |
| Змія                    |              | 1825             | Вільна верф       | М. С. Серебряний  | І. С. Разумов     |
| Буг                     | 10           | 1826             | Вільна верф       | М. С. Серебряний  |                   |
| Кит                     | 4            | 1826             | Вільна верф       | М. С. Серебряний  |                   |
| Гаган                   | 4            | 1827             | Вільна верф       | М. С. Серебряний  | М. І. Суровцов    |
| Інгул                   |              | 1820             | Вільна верф       | М. С. Серебряний  | А. І. Меліхов     |